# Hilda Gadea
Hilda Gadea Acosta (sinh tháng 3 năm 1921 tại Lima, Peru,  và qua đời vào tháng 2 năm 1974 tại La Habana, Cuba) là một nhà kinh tế, lãnh đạo cánh tả, và tác gia Peru. Bà là người vợ đầu tiên của Che Guevara.
Gadea là nữ bộ trưởng đầu tiên của Ủy ban điều hành kinh tế quốc gia cho Alianza Popular Revolucionaria Americana (Liên minh Cách mạng Nhân dân châu Mỹ). Các hoạt động của Gadea hoạt động ở Peru đã dẫn đến việc bà phải sống lưu vong vào năm 1948. Lần đầu bà gặp mặt Guevara ở Guatemala trong tháng 12 năm 1953. Gadea và Guevara chuyển đến Mexico do áp lực từ chính trị của họ. Gadea đã giới thiệu Guevara cho nhiều người khởi nghĩa Cuba. Gadea kết hôn Guevara tại Mexico vào tháng 9 năm 1955. Cuộc hôn nhân đã kết thúc bằng vụ ly hôn tháng 5 năm 1959. Gadea đã sinh một đứa con gái tên là Hilda Beatriz "Hildita" Guevara trong tháng 2 năm 1956.
Guevara đã chiến đấu trong cuộc cách mạng Cuba. Khi Gadea đến Cuba Guevara đã thông báo rằng ông đã phải lòng với một người phụ nữ, Aleida March, và đề nghị ly hôn. Sau thắng lợi của Cách mạng Cuba, Gadea với con gái mình chuyển đến sống tại Cuba,  và qua đời ở La Habana năm 1974 Gadea đã viết cuốn hồi ký "Cuộc sống của tôi với Che"..
Gabriel San Roma, một người viết cho tạp chí Z, đã bắt đầu viết một vở kịch về Gadea
.